# Snakes
Snakes è la versione tridimensionale del videogioco Snake, progettata per la console N-Gage. È scaricabile gratuitamente dal sito e può essere copiato su un altro dispositivo N-Gage via Bluetooth.
Una nuova versione è disponibile ed è già implementata nella maggior parte dei telefoni Nokia appartenenti alla serie N.
Il gioco inoltre ha avuto un sequel, Snakes Subsonic, rilasciato il 22 maggio 2008 per N-Gage 2.0.

## Livelli versione serie N
- Livello 1: Iniziale
- Livello 2: Primi Passi
- Livello 3: Triplo Percorso
- Livello 4: Ramificazioni
- Livello 5: Coppie
- Livello 6: Serpeggiare
- Livello 7: Percorso oggetti
- Livello 8: Linee dritte
- Livello 9: Corsa Esagonale
- Livello 10: Cornici
- Livello 11: Graffetta
- Livello 12: Doppio Rombo
- Livello 13: Coda
- Livello 14: Camera
- Livello 15: Cambia Lato
- Livello 16: Sentiero
- Livello 17: Doppia Croce
- Livello 18: Passaggi
- Livello 19: Contorto
- Livello 20: Onda
- Livello 21: Alveare
- Livello 22: Circuito
- Livello 23: Enigma
- Livello 24: Stanze
- Livello 25: A Croce
- Livello 26: Acceleratore
- Livello 27: Doppio
- Livello 28: Spettrale
- Livello 29: Tre Strade
- Livello 30: Prova Colori
- Livello 31: Strada dei Serpenti
- Livello 32: Scudi
- Livello 33: Contrazione
- Livello 34: Spirale
- Livello 35: Zig-Zag
- Livello 36: Assoluto
- Livello 37: Fine